# Струве, Иоганн Кристоф Густав фон
Иоганн Кристоф Густав фон Струве, Густав Антонович Струве (нем. Johann Christoph Gustav von Struve; 26 сентября 1763, Регенсбург — 6 мая 1828, Карлсруэ) — российский дипломат немецкого происхождения. Сын Антона Себастьяна фон Струве, брат Генриха Кристофа Готфрида фон Струве.
Начал свою дипломатическую службу в Варшаве. В 1790 году сменил своего отца на посту российского посланника при регенбсургском рейхстаге. С упразднением в 1806 году Священной Римской империи занял место посланника в Штутгарте, а с 1817 года — в Карлсруэ.
Из сыновей Густава Струве Антон (1797—1846) был русским поверенным в делах во Франкфурте-на-Майне, Аманд (1798—1867) — поверенным в делах в Швейцарии, потом генеральным консулом в Ливорно, Георг (1802—1886) — управляющим лесными угодьями Царства Польского. В Германии остался ещё один сын, Густав Струве (1805—1871), ставший заметной фигурой в революции 1848 года. Внуки Густава фон Струве — инженеры Аманд и Густав и философ Генрих.